# Euscelidia obtusa
Euscelidia obtusa är en tvåvingeart som beskrevs av Dikow 2003. Euscelidia obtusa ingår i släktet Euscelidia och familjen rovflugor. Inga underarter finns listade i Catalogue of Life.